# Сутенёр (фильм, 1973)
Сутенёр — американский кинофильм 1973 года в жанре «блэксплойтэйшен». В главных ролях снялись Макс Джулиен и Ричард Прайор. Хотя фильм был снят в эпоху расцвета «блэксплойтэшен», его создатели не считают его типичным представителем жанра. Скорее это своего рода социальный комментарий, так они заявляют в документальном фильме «Mackin' Ain’t Easy», рассказывающем о съёмках фильма «Сутенёр». Действие фильма происходит в Окленде в Калифорнии. В своё время это был самый кассовый фильм "блэксплойтэйшен. Музыку к фильму написал моутауновский исполнитель Уилли Хатч.

## Сюжет
В фильме рассказывается о жизни Джона Микенса, по прозвищу Голди. Бывший наркодилер, недавно вышедший из тюрьмы, становится самым крутым сутенёром. На его пути становятся другой сутенёр по имени Красавчик Тони, двое продажных полицейских, местный криминальный авторитет, а также брат самого Голди (чёрный националист). Все они пытаются помешать ему заниматься своим делом.

## В ролях
- Макс Джулиен – Голди
- Дон Гордон – Хэнк
- Ричард Прайор – Слим
- Кэрол Спид – Лулу
- Роджер И. Мосли – Олинга
- Дик Уильямс – Красавчик Тони